# キーズ・トゥ・アセンション2
『キーズ・トゥ・アセンション2』（Keys to Ascension 2）は、イエスのアルバムである。メンバーはジョン・アンダーソン、クリス・スクワイア、スティーヴ・ハウ、リック・ウェイクマン、アラン・ホワイト。

## 内容
1996年にリリースされた『キーズ・トゥ・アセンション』の続編という形になっていて、2枚組CDで、1996年3月にサン・ルイス・オビスポで録音されたライブ音源と新曲の組み合わせという構成も同じである。ただし、発売レーベルがCMCインターナショナルからCleopatraに、ディスク2の音楽プロデューサーがイエス単独からビリー・シャーウッドとの共同プロデュースに代わっている。
前作は、新曲が2曲だけだったが、本作は2枚目がすべてスタジオ録音の新曲である。新曲「マインド・ドライヴ」は、1981年にクリス・スクワイア、アラン・ホワイトとジミー・ペイジがXYZのためにセッションした時に作られていた曲がベースになっている。また、「チルドレン・オブ・ライト」はかつてABWH用に作られた曲がベースになっている。

## 収録曲
ディスク1 （ライブ）
1. アイヴ・シーン・グッド・ピープル：ユア・ムーヴ〜オール・グッド・ピープル - "I've Seen All Good People" a. "Your Move" b. "All Good People" 7:15
2. 究極 - "Going for the One" 4:59
3. 時間と言葉 - "Time and a Word" 6:23
4. 危機：着実な変革〜全体保持（トータル・マス・リテイン）〜盛衰〜人の四季 - "Close to the Edge" I. "The Solid Time of Change" II. "Total Mass Retain" III. "I Get Up I Get Down" IV. "Seasons of Man" 19:41
5. 世紀の曲り角 - "Turn of the Century" 7:55
6. 同志：人生の絆〜失堕〜牧師と教師〜黙示 - "And You and I" I. "Cord of Life" II. "Eclipse" III. "The Preacher the Teacher" IV. "Apocalypse" 10:50

ディスク2 （スタジオ）
1. マインド・ドライヴ - "Mind Drive" 18:37
2. フット・プリンツ - "Foot Prints" 9:07
3. ブリング・ミー・トゥ・ザ・パワー - "Bring Me to the Power" 7:23
4. チルドレン・オブ・ライト：チルドレン・オブ・ライト〜ライフライン - "Children of Light" a. "Children of Light" b. "Lifeline" 6:03
5. サイン・ランゲイジ - "Sign Language" 3:28

## パーソネル
- ジョン・アンダーソン - ボーカル、ギター、ハープ
- スティーヴ・ハウ - ギター、ボーカル
- クリス・スクワイア - ベース、ボーカル
- リック・ウェイクマン - キーボード
- アラン・ホワイト - ドラム、パーカッション